# Lester Novros
Lester Novros (* 27. Januar 1909 in Passaic, New Jersey; † 10. September 2000 in Sherman Oaks, Los Angeles, Kalifornien) war ein US-amerikanischer Animator, Filmproduzent und Filmregisseur, der bei der Oscarverleihung 1977 für Universe für den Oscar für den besten Dokumentar-Kurzfilm nominiert war. 1990 wurde ihm der Winsor McCay Award verliehen.

## Leben
Lester Novros begann seine Laufbahn in der Filmwirtschaft als Trickfilmzeichner und Animator Ende der 1930er Jahre für The Walt Disney Company. Dort wirkte er ohne besondere namentliche Erwähnung (uncredited) an der Produktion von abendfüllenden Zeichentrickfilmen und Zeichentrick-Kurzfilmen wie Schneewittchen und die sieben Zwerge (1937), Pluto der Jagdhund (1939), Pinocchio (1940), Fantasia (1940), Bambi (1942) und The Grain That Built a Hemisphere (1943) mit.
1941 gründete Novros die Filmproduktionsgesellschaft Graphic Films, mit der er insbesondere von Mitte der 1960er bis Anfang der 1980er Jahre dokumentarische Kurzfilme produzierte, die sich oftmals mit der Raumfahrt und dem Weltraum befassten. Zu seinen Mitarbeitern gehörte unter anderem George Casey, der später als Regisseur von Dokumentarfilmen vier Mal für einen Oscar nominiert war. Novros selbst war dabei oftmals Produzent, Regisseur und Drehbuchautor wie bei Cosmos (1974). Für den 1976 im Auftrag der US-amerikanische Nationalen Aeronautik- und Raumfahrtbehörde NASA (National Aeronautics and Space Administration) produzierten Film Universe war er bei der Oscarverleihung 1977 für den Oscar für den besten Dokumentar-Kurzfilm nominiert. 
1990 wurde ihm der Winsor McCay Award verliehen, der als ein Teil der Annie Awards jährlich an Menschen vergeben wird, die sich durch exzellente Leistungen im Bereich der Animation ausgezeichnet haben.

## Auszeichnungen
Oscar
- 1977: Nominierung in der Kategorie Oscar für den besten Dokumentar-Kurzfilm für Universe

Winsor McCay Award
- 1990

## Filmografie (Auswahl)
- 1939: Picknick am Strand
- 1943: P-38 Flight Characteristics
- 1943: The Winged Scourge
- 1948: Because of Eve
- 1948: The Story of Life
- 1949: Plutos Souvenier
- 1964: To the Moon and Beyond
- 1968: Nuclear Propulsion in Space
- 1974: Mars: The Search Begins
- 1978: Alfa 78
- 1982: Tomorrow in Space